# Gwiazdozbiór Kruka
Kruk (łac. Corvus, dop. Corvi, skrót Crv) – mały gwiazdozbiór, 70 co do wielkości, nieba południowego znajdujący się na południe od konstelacji Panny. Mimo swoich rozmiarów, jest wyraźnym gwiazdozbiorem położonym na południe od równika niebieskiego, w Polsce najlepiej widoczny jest na wiosnę. Liczba gwiazd dostrzegalnych nieuzbrojonym okiem około 15. Jego cztery najjaśniejsze gwiazdy tworzą wyróżniający się kształt czworokąta. Gwiazda czwartej wielkości gwiazdowej Alfa (α) Corvi, jest znacznie słabsza od czterech kolejnych (β, γ, δ i ε).

## Nazwa i związane z nią legendy
Gwiazdozbiór Kruka łączy mit mówiący o bogu, kłamstwach i wężu z gwiazdozbiorem Pucharu.
Kiedy grecki bóg Apollo potrzebował wody, aby złożyć ofiarę Zeusowi, wysłał kruka z pucharem, żeby nabrał wody ze źródła na Ziemi. Kruk poleciał do źródła znajdującego się obok drzewa figowego, obwieszonego prawie dojrzałymi owocami. Kiedy zobaczył drzewo, postanowił poczekać, aż figi dojrzeją, by się nimi nasycić. Jednak czekał zbyt długo, objadając się owocami. Kiedy zdał sobie sprawę, że nie uniknie kary, napełnił wodą ze źródła puchar, do którego dostał się przy okazji wąż wodny. Kiedy wrócił do Apolla, wyjaśnił, że to ten wąż nie pozwolił mu napełnić pucharu i musiał go zabić. Apollo przejrzał oszustwo i w gniewie umieścił Puchar (Crater), Węża (Serpent) i Kruka (Corvus) na niebie. Sprawił też na dodatek, by kruk był spragniony przez całą wieczność, a jego głos był ochrypłym krakaniem, a nie śpiewem.
Starożytni Grecy widzieli tutaj ptaka – białego kruka, który donosił mitycznemu Apollinowi o tym, co robi wybranka jego serca – Koronis, królewna plemienia Lapitów.
Kruk w greckim micie jest związany z sąsiednim gwiazdozbiorem Pucharem. Kruka przedstawia się siedzącego na grzbiecie Hydry i dziobiącego jej ciało.

## Najjaśniejsze gwiazdy
Chociaż główne gwiazdy Kruka w ogóle nie przypominają ptaka, to są bardzo dobrze widoczne na tle raczej bladego otoczenia. Główną częścią gwiazdozbioru jest wyraźny czworokąt utworzony przez Betę, Epsilon, Gammę i Deltę.
- Gwiazda Gamma Corvi (γ Crv) ma jasność 2,58m i jest najjaśniejsza. Jej nazwa arabska to Gienah, co oznacza „skrzydło” kruka.
- Kolejna gwiazda co do jasności to żółta Beta Corvi (β Crv) (2,65m). Ma tradycyjną nazwę Kraz o nieznanym znaczeniu.
- Następna to Delta Corvi (δ Crv) o jasności 2,9m, Algorab – jest w rzeczywistości układem podwójnym. Jej arabska nazwa oznacza „kruk”.
- Ostatnia z trapezu to Eta Corvi (ε Crv) – pomarańczowa gwiazda o jasności 3m.
- Gwiazda Alfa Corvi (α Crv), (4m) – Alchiba – jest dopiero na piątym miejscu pod względem jasności i z nieznanych powodów została uznana przez Johanna Bayera za pierwszą w tym gwiazdozbiorze. Jest to przykład na to, że Bayer nie zawsze był konsekwentny w nazywaniu gwiazd od najjaśniejszej do najbledszej. To bardzo młody karzeł typu F, znajdujący się około 48 lat świetlnych od Słońca, nieco bardziej masywny, gorętszy i jaśniejszy od Słońca[1].
- Delta (δ) jest gwiazdą podwójną o składnikach trzeciej i dziewiątej wielkości gwiazdowej, dających się rozdzielić małym teleskopem.
- Gwiazda 31 Crateris – nazwa tego niebieskiego podolbrzyma świadczy, że kiedyś należał do pobliskiej konstelacji Pucharu. W marcu 1974 roku, kiedy sonda Mariner 10 przelatywała obok Merkurego, jej instrumenty zaczęły rejestrować nadwyżkę promieniowania UV w pobliżu planety. A ponieważ znikło na kilka dni, by potem znów się pojawić, jedną z hipotez było odkrycie księżyca planety. Wkrótce się okazało, że aktywność związana jest z 31 Crateris[2].

## Interesujące obiekty
Duża część obiektów leżących w asteryźmie Kruka to małe blade galaktyki. Najbardziej widowiskowe są dwie zderzające się galaktyki znane jako Anteny.
- NGC 4038/4039, jest obiektem złożonym z dwóch zderzających się ze sobą galaktyk spiralnych o jasności 10 m. Nacierające na siebie galaktyki wytwarzają w miejscu zderzenia tysiące skupisk sprasowanej materii, z których powstają młode gromady gwiazd. Kiedy galaktyki przechodziły przez siebie, grawitacja wyciągnęła z nich gwiazdy i gaz, tworząc kształt przypominający czułki owada, stąd ich popularna nazwa – Czułki[3].
- Inny ciekawy obiekt to leżąca pośród trapezu gwiazd δ, γ, ε, β mgławica planetarna NGC 4361, wyglądająca jak galaktyka eliptyczna; jej prawdziwą naturę można rozpoznać dopiero, dostrzegając w jej centrum gwiazdę jasności 13m.